# Liste der Museen in Ingolstadt
Die Liste der Museen in Ingolstadt gibt einen Überblick über aktuelle und ehemalige Museen in der kreisfreien Stadt Ingolstadt in Bayern.

## Aktuelle Museen
| Name                                 | Kurzbeschreibung | gegründet/ eröffnet | Träger           | Standort                                    | Bild           | Link |
| ------------------------------------ | --- | ------------------- | ---------------- | ------------------------------------------- | -------------- | ---- |
| Audi museum mobile                   | Das Museum führt durch die Unternehmensgeschichte seit der Firmengründung durch August Horch im Jahr 1899. Die Ausstellung zeigt über 100 Exponate, darunter Automobile aus allen Epochen, Motorräder, Rallye- und Rennfahrzeuge. | 15. Dez. 2000       | AUDI AG          | !548.7827895511.4139835 48.782789 11.413983 | weitere Bilder |      |
| Bauerngerätemuseum                   | Die Außenstelle des Stadtmuseums in einem ehemaligen Bauernhof zeigt eine Sammlung von Werkzeugen und Maschinen und erläutert die Veränderungen der Landwirtschaft in den letzten 200 Jahren. | 1995                | Stadt Ingolstadt | Hundszell                                   |                |      |
| Bayerisches Armeemuseum              | Die Dauerausstellung im Neuen Schloss befasst sich mit kriegerischen Auseinandersetzungen in der bayerischen Geschichte seit dem Spätmittelalter. Gezeigt werden unter anderem Waffen und Ausrüstung der Soldaten, ein Modell der Festung Ingolstadt und das Zelt des Großwesirs als Beispiel für Beutegut. Im Schlossturm sind bedeutende Schlachten in Dioramen mit vielen tausend Zinnsoldaten nachgestellt. Zudem finden Sonderausstellungen statt. | 1879                | Freistaat Bayern | Neues Schloss                               | weitere Bilder |      |
| Bayerisches Polizeimuseum            | Die Ausstellung des Bayerischen Armeemuseums im Turm Triva zeigt Ausrüstungsgegenstände, Dokumente und Fotografien zur Geschichte der bayerischen Polizei seit 1918. | 19. Dez. 2011       | Freistaat Bayern | Turm Triva                                  | weitere Bilder |      |
| Deutsches Medizinhistorisches Museum | Das Museum erläutert anhand von Exponaten und Medienstationen die Medizingeschichte seit dem 18. Jahrhundert. Im Außenbereich ist ein Arzneipflanzengarten angelegt. | 1973                | Stadt Ingolstadt | Alte Anatomie                               | weitere Bilder |      |
| Heimatmuseum Niemes und Prachatitz   | Das Museum beherbergt die Sammlungen der Heimatvertriebenen aus der Stadt Niemes in Nordböhmen und dem Landkreis Prachatitz im Böhmerwald, für die Ingolstadt die Patenschaft übernommen hatte. |                     |                  | Pedellhaus                                  |                |      |
| Lechner Museum                       | Die Ausstellung in einer ehemaligen Fabrikhalle zeigt Werke des Bildhauers Alf Lechner und anderer Künstler. | 20. Feb. 2000       | Stadt Ingolstadt | !548.7667025511.4304885 48.766702 11.430488 |                |      |
| Marieluise-Fleißer-Haus              | Das Museum in Marieluise Fleißers Geburtshaus befasst sich mit dem Leben der Familie Fleißer und dem künstlerischen Werk der Schriftstellerin. | Nov. 2001           | Stadt Ingolstadt | Fleißerhaus                                 |                |      |
| Museum des Ersten Weltkriegs         | Die Ausstellung des Bayerischen Armeemuseums im Reduit Tilly erläutert anhand von Exponaten, Modellen, Dokumenten und Karten die Ursachen und den Verlauf des Ersten Weltkriegs. | 1994                | Freistaat Bayern | Reduit Tilly                                |                |      |
| Museum für Konkrete Kunst            | Das Museum präsentiert in wechselnden Ausstellungen Werke der Konkreten Kunst und daraus hervorgegangener Kunstströmungen. | 26. Juni 1992       | Stadt Ingolstadt | Ehemalige Donaukaserne                      | weitere Bilder |      |
| Stadtmuseum                          | Das Museum zeigt archäologische Funde sowie Modelle, Exponate, Dokumente und Bilder zur Geschichte und Kultur der Stadt und der Region. In den Räumen befindet sich auch das Spielzeugmuseum. | 1905                | Stadt Ingolstadt | Kavalier Hepp                               | weitere Bilder |      |

## Ehemalige Museen
| Name                         | Kurzbeschreibung                                                                                              | gegründet/ eröffnet | geschlossen/ aufgelöst | Träger | Standort                               | Bild | Link |
| ---------------------------- | --- | ------------------- | ---------------------- | ------ | -------------------------------------- | ---- | ---- |
| Heinrich-Stiefel-Schulmuseum | Das Museum wurde in Zusammenarbeit mit Schülerinnen und Schülern der Wirtschaftsschule aufgebaut und betreut. |                     |                        |        | Wirtschaftsschule und Tilly-Realschule |      |      |